# Kreuzschlepper (Bad Kissingen, Platz Heimattreue)

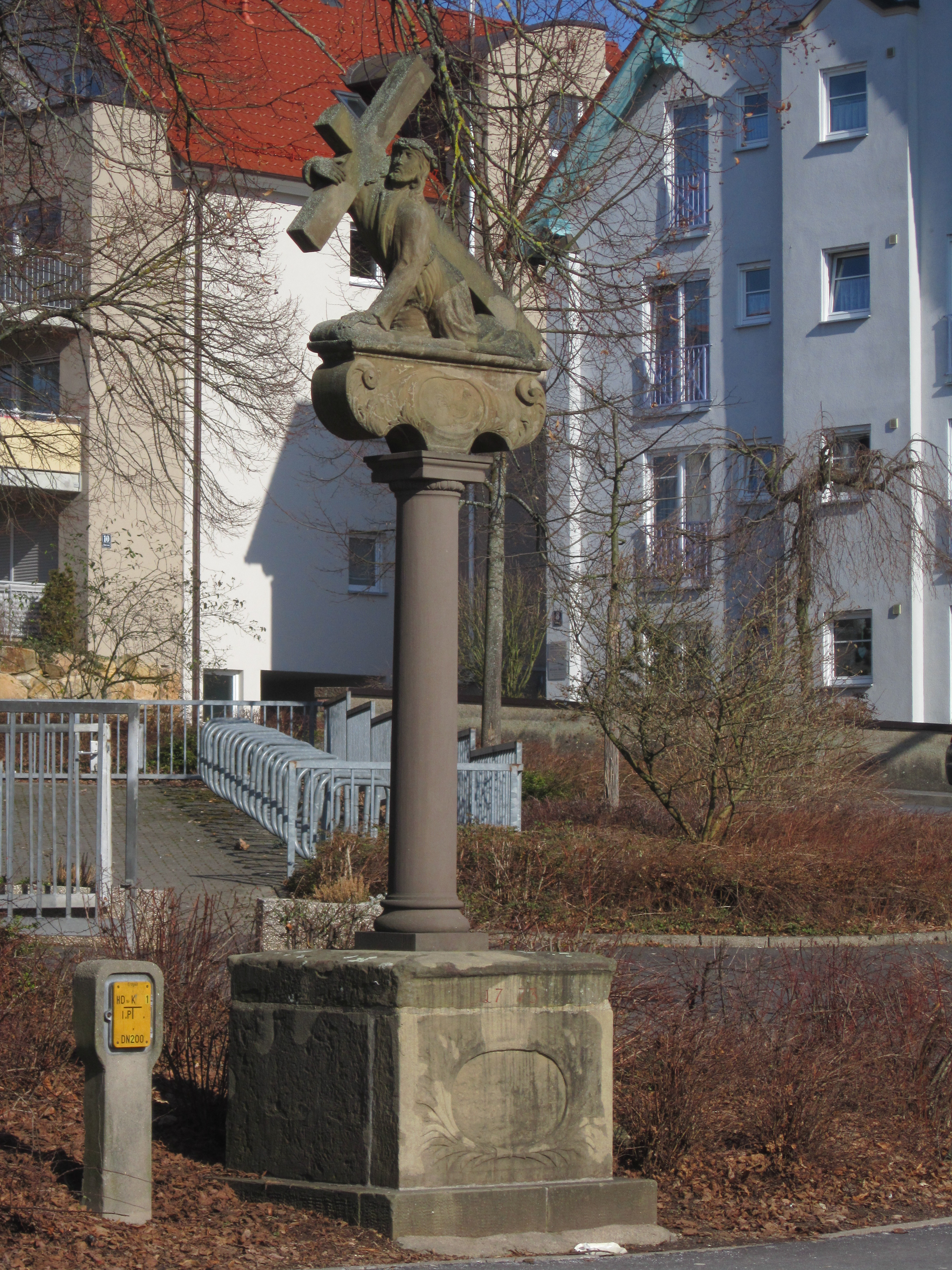
Kreuzschlepper, Reiterswiesen, Eichesberg

Der Kreuzschlepper am Platz Heimattreue ist ein Flurdenkmal in Bad Kissingen, der Großen Kreisstadt des unterfränkischen Landkreises Bad Kissingen. Er gehört zu den Bad Kissinger Baudenkmälern und ist unter der Nummer D-6-72-114-75 in der Bayerischen Denkmalliste registriert.

## Geschichte
Der Kreuzschlepper besteht aus Sandstein und stammt aus dem 18. Jahrhundert.
Der 70 cm hohe und 90 cm × 90 cm große Sockel trägt eine Sandsteinplatte. Auf der Vorderseite steht die Jahreszahl 1713 und darunter in einer Schriftkartusche die folgende verwitterte Inschrift:

„Wer mir folchgen

will, der nehme sein Kreuz

auff Sich und folchge mir

nach

Anno 1723“

Die Rundsäule ist mit Basisplatte, Ringwulst, Kapitellstein und Eierstabverzierung ausgestattet und hat eine Höhe von 158 cm. Das folgende, 86 cm breite Zwischenstück beherbergt eine ovale Bildfläche mit blattgeschmückten Voluten sowie die Abbildung eines Hahnes, der wahrscheinlich auf den Stifter Simon Peter Han hinweist. Die Rückseite dieser Zwischenpartie beherbergt folgenden verwitterten Text auf Latein:

„Si quis Vult Venire post me

ab neget semet ipsum tollat

crucem Suam et

sequatur me     Marc…16“

Die Bibelstelle nimmt Bezug auf das Evangelium, (Mt 16,24 ).
Die Figur des Heilands liegt auf den Knien, stützt die Linke auf, umfasst mit der Rechten das Kreuz und hat eine Höhe von 70 cm. Der Kreuzschlepper stand früher am Maxplatz, wurde 1977 renoviert und in jenem Jahr auf  dem Platz Heimattreue vor der Anton-Kliegl-Schule aufgestellt.